# 123 км (селище)
123 км (рос. 123 км) — селище у складі Топкинського округу Кемеровської області, Росія.

## Населення
Населення — 29 осіб (2010; 22 у 2002).
Національний склад (станом на 2002 рік):
- росіяни — 95 %